# Robert Courteheuse
Pour les articles homonymes, voir Robert II.
Robert II de Normandie, dit Robert Courteheuse (vers 1051/1052 – février 1134, château de Cardiff), est comte du Maine de 1063 à 1069, puis duc de Normandie de 1087 à 1106. Il est aussi un prétendant malheureux au trône d'Angleterre. Son surnom de Courteheuse (anglo-normand pour Courte botte), parfois Gamberon, provient de sa petite taille,. 
Fils aîné de Guillaume le Conquérant, il hérite à sa mort du duché de Normandie (1087) mais se heurte aux ambitions de ses deux frères cadets, Guillaume le Roux et Henri Beauclerc, rois successifs d'Angleterre sous les noms de Guillaume II et Henri Ier. En 1106, le second lui inflige une défaite à la bataille de Tinchebray et le capture. Robert termine sa vie comme prisonnier. L'historiographie anglo-normande le dépeint comme un « prince faible et turbulent » mais rappelle aussi ses exploits guerriers lors de la première croisade.

## Biographie

### Comte nominal du Maine
Robert est le fils aîné de Guillaume le Conquérant, duc de Normandie, et de Mathilde de Flandre. En 1058, le comte du Maine Herbert II s'échappe du Mans occupé par le comte d'Anjou et se réfugie à Rouen. D'après le chroniqueur contemporain Guillaume de Poitiers, sans enfant, Herbert fait de Guillaume son héritier pour le comté du Maine et fiance sa sœur Marguerite au jeune Robert Courteheuse. Après la mort d'Herbert, Guillaume mène une campagne dans le Maine, puis occupe Le Mans et y intronise son fils (1063). Ce dernier n'ayant alors que 11 ou 12 ans, fait hommage pour le comté à son suzerain pour ce territoire, le comte d'Anjou, à Alençon. C'est néanmoins son père, le duc de Normandie, qui est le véritable maître du Maine.
Robert ne participe pas à la conquête de l'Angleterre par son père en 1066, mais ce dernier l'avait désigné, dès 1063, comme son héritier. L'année suivante, il est chargé d'assister sa mère dans le gouvernement du duché de Normandie pendant le séjour de Guillaume outre-Manche. La nature de ses responsabilités est inconnue.
En 1069, des seigneurs manceaux rebelles, soutenus par le comte d'Anjou Foulque IV le Réchin, chassent les Normands du Maine. Ce n'est que quatre ans plus tard que le duc Guillaume peut intervenir. Il lance une expédition en hiver qui lui assure la réoccupation du comté. Bien que comte du Maine en titre et âgé d'environ vingt ans, Robert Courteheuse ne fait pas partie de la campagne. Son père ne semble pas avoir jugé nécessaire de l'avoir à ses côtés.

### Une période d'errance
La rupture entre Guillaume et Robert intervient en 1077 à la suite d'un incident avec ses frères cadets Guillaume le Roux et Henri, à L'Aigle, lors de la préparation d'une campagne dans le Sud du duché,. Robert et sa suite quittent les lieux, et plus tard tentent, sans réussite, de s'emparer de la forteresse ducale de Rouen.
Robert trouve refuge auprès de Hugues Ier de Châteauneuf, seigneur du Thymerais. Hugues Ier, marié à Mabile de Montgommery, lui ouvre ses châteaux de Châteauneuf, Sorel et Rémalard. Robert et ses compagnons s'installent dans ce dernier château. Guillaume le Conquérant, assisté de Rotrou II, le comte du Perche, assiège et s'empare du château de Rémalard.
Les historiens ont donné deux explications à cette rébellion. D'abord, Robert ne supportait plus que son père ne lui confiât aucun territoire. Non pas que le jeune prince fût un homme épris de pouvoir mais il voyait ces terres comme un moyen de subvenir lui-même à ses besoins financiers et à ceux de sa suite. Or, comte du Maine et héritier du duché de Normandie, il n'avait aucun pouvoir sur l'un ou sur l'autre et donc aucune ressource propre. Son roi de père ne voulait pas partager son autorité. Probablement avait-il peu confiance dans les qualités de gouvernement de son fils aîné. En plus de cette frustration, la révolte de Courteheuse peut s'analyser comme un « classique conflit de génération ». D'un côté, un père représentant d'une époque austère. De l'autre, un prince libéral, fastueux, témoin d'une jeunesse bouillonnante.
Robert Courteheuse trouve d'abord refuge chez son oncle Robert le Frison puis à la cour du roi Philippe Ier de France, soit deux ennemis du duc de Normandie. Le Capétien ose confier au rebelle la forteresse de Gerberoy face à la frontière normande. Piqué au vif, Guillaume le Conquérant va assiéger le château en 1078. Robert tient son vieux père en échec. Dans un affrontement, ce dernier est blessé au bras et précipité à bas de son cheval, peut-être par son fils (1079) près de sa forteresse de Gerberoy,. Les deux hommes finissent par se réconcilier en 1080. Robert reçoit des responsabilités en Angleterre aux côtés de son oncle Odon de Bayeux. Puis il préfère s'exiler à nouveau en 1083.
Il ne réapparaît en Normandie qu'en 1087, après la mort de son père. Au préalable, le mourant avait pardonné à son fils aîné et lui avait attribué le duché de Normandie tandis que Guillaume le Roux avait reçu le royaume d'Angleterre. Quant au plus jeune des enfants mâles, Henri, sa part consistait en une forte somme d'argent.

### Duc de Normandie
À la mort de son père Guillaume le Conquérant, le 9 septembre 1087, Robert hérite du titre et des prérogatives du duc de Normandie.
La tâche de Robert est compliquée très tôt par le fait que les principaux barons normands tels Guillaume d'Évreux, Raoul II de Tosny, Guillaume de Breteuil ou Robert II de Bellême ont pris le contrôle des châteaux en expulsant leurs garnisons ducales, aussitôt la mort du Conquérant connue.
Son règne a toujours été très défavorablement perçu par les historiens, principalement parce que les chroniqueurs, écrivant durant le règne de son frère Henri Ier, le considèrent de façon négative. Orderic Vital, notamment, le décrit comme faible et indolent dès sa prise de pouvoir. Pour le moine chroniqueur, ses contemporains ont conscience des limitations de leur nouveau duc, et ils cherchent à en profiter.
La dégradation de l'autorité ducale se perçoit à travers le retour des guerres privées. Guillaume le Conquérant avait réussi à les contenir, chose que son fils n'arrive pas à faire. Guillaume de Breteuil dispute le château d'Ivry-la-Bataille à son vassal Ascelin Goël. Robert II de Bellême rallume la vieille querelle entre sa famille et les Giroie et leurs alliés, les Grandmesnil tandis que le comte d'Évreux, Guillaume, ravage les terres de Raoul II de Tosny.
De plus, la noblesse, souvent présente de chaque côté de la Manche, est partagée entre le soutien à Robert et le soutien à Guillaume le Roux. Des seigneurs incitent chacun des deux frères à s'emparer du domaine de l'autre. Dans un premier temps, le duc de Normandie est à son avantage. En 1088, une coalition de puissants barons tant en Angleterre qu'en Normandie, peut-être attirés par sa prodigalité, se déclare en faveur de la réunion des deux parties sous la direction de Robert. Une rébellion contre le roi d'Angleterre s'organise pour le renverser. La rébellion échoue, plaçant Guillaume le Roux en position de force. Il rallie alors plusieurs barons normands (Roger de Mortemer, Robert d'Eu, Étienne d'Aumale, Gautier II Giffard, Gérard de Gournay), débarque en Normandie en février 1091 et s'installe à Eu. Les deux frères se rencontrent à Rouen et se réconcilient. Le roi d'Angleterre accepte même d'aider Robert à récupérer toutes les terres qu'il a dû concéder dans le duché pour s'attacher des fidélités. Au premier chef, est visé Henri Beauclerc qui a reçu du duc le Cotentin et l'Avranchin en 1087/1088 en contrepartie d'une bonne partie de l'argent qu'il a reçu en héritage. Ensemble, Robert et Guillaume mènent campagne contre leur cadet. Ils l'assiègent au Mont-Saint-Michel. Henri rend la place et s'exile.
Par le traité de Caen (ou de Rouen), les deux frères se désignent héritiers l'un de l'autre. Le 18 juillet 1091, alors qu'ils tiennent cour à Caen, ils font rédiger un texte appelé Consuetudines et Justitie. Ce document est important pour les historiens puisqu'il rappelle les prérogatives du duc en Normandie, telles qu'elles existaient du temps de Guillaume le Conquérant. Preuve de leur entente, Robert Courteheuse accompagne Guillaume le Roux en Angleterre pour l'aider à repousser l'invasion du roi d'Écosse, Malcolm III Canmore. Le duc revient en Normandie avant la fin de l'année 1091.
Ensuite, les relations se dégradent à nouveau. Les termes du traité de Caen sont rapidement bafoués, et Robert le rejette à la Noël 1093. Le roi d'Angleterre conservait de nombreux partisans en Normandie, notamment au nord de la Seine. Avec leur appui, le 11 mars 1094, il débarque à Eu et s'empare du château de Bures-en-Bray, qui appartenait à un partisan du duc.
En 1096, le légat du pape parvient à établir un accord entre les deux frères. Robert Courteheuse confie la garde du duché à Guillaume le Roux qui, en échange, lui offre 10 000 marcs d'argent, cette somme servant à financer le départ du duc à la croisade. En effet, l'année précédente, le pape Urbain II a lancé un appel aux évêques et aux chevaliers pour qu'ils partent libérer la Terre sainte des musulmans. Robert Courteheuse y répond favorablement.

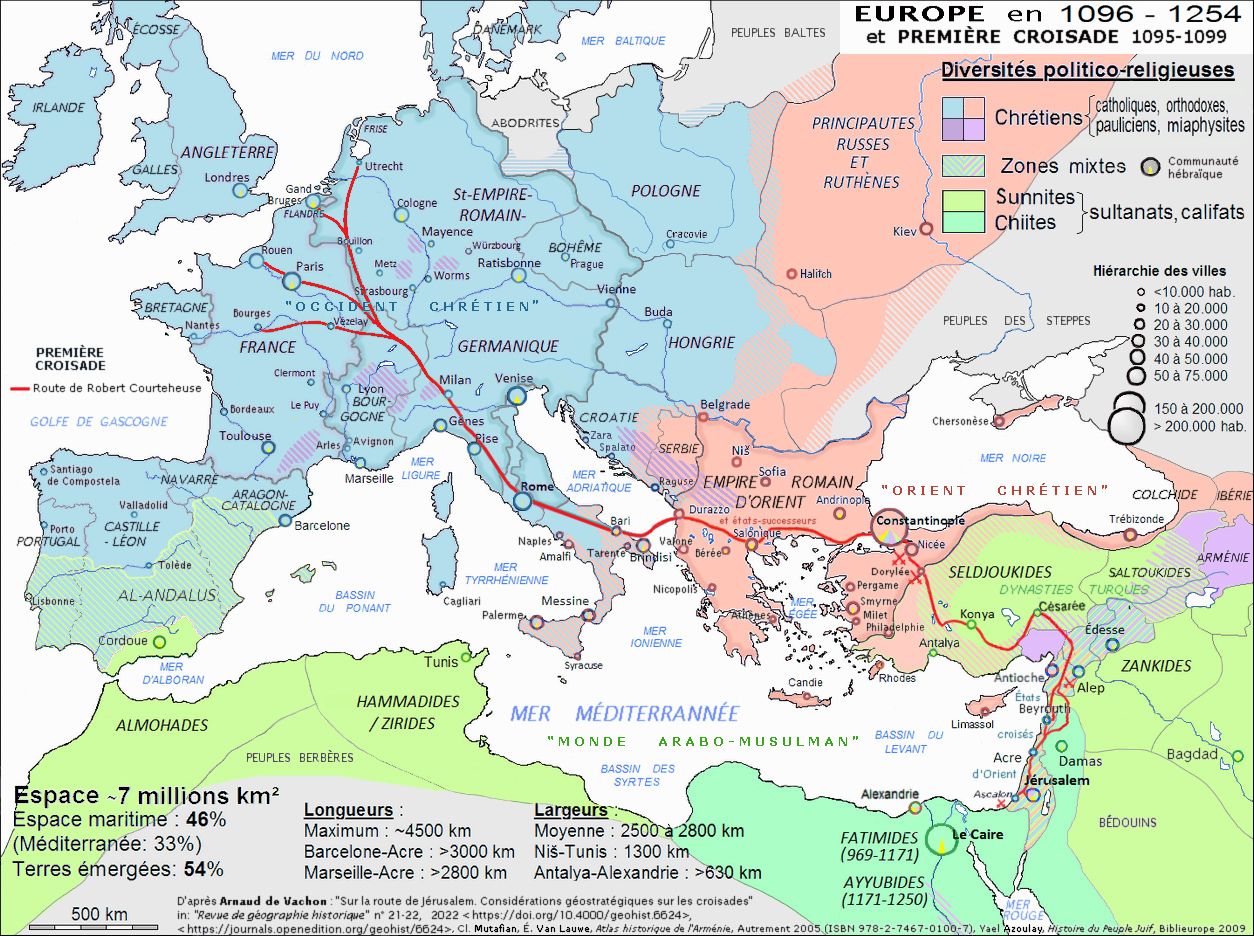
Route de Robert Courteheuse.

### Croisade en Terre sainte
En septembre 1096, Robert part donc pour la Terre sainte dans la première croisade.
Beaucoup de seigneurs et ecclésiastiques normands accompagnent le duc de Normandie : Étienne d'Aumale, Jean des Landes chevalier-banneret, Gérard de Gournay, les évêques Odon de Bayeux et Gilbert Fitz Osbern. Plusieurs princes voisins se placent sous sa bannière tels le duc de Bretagne, Alain IV « Fergent », le comte de Blois-Chartres, Étienne-Henri, tous deux ses beaux-frères, et Robert II de Flandre, son cousin germain. Cette forte armée s'arrête en Italie du Sud, chez le Normand Roger Borsa, duc d'Apulie, et y passe l'hiver. Après un passage par Constantinople, il arrive avec son armée à Nicée dans la première semaine de juin. La ville est assiégée par les croisés, et une bataille importante les a déjà opposés à une armée seldjoukide, le 16 mai 1097.
Le duc fait partie des participants les plus importants de la croisade aux côtés de Bohémond de Tarente, de Raymond IV de Toulouse et de Godefroi de Bouillon. Pour l'historien britannique John France, son rôle dans cette guerre s'avère plutôt faible compte tenu de son rang et de la taille de son armée. Le biographe William M. Aird rehausse son importance dans l'expédition en soulignant son rôle de médiateur entre les chefs croisés, souvent rivaux, et sa détermination à les mener jusqu'à Jérusalem. Déterminant à la bataille de Dorylée (une des premières de la croisade), il figure comme un des chefs de file lors du siège d'Antioche (1098) et fait acte de bravoure à Ascalon en s'emparant de la bannière du vizir Al-Afdal (12 août 1099). C'est finalement la légende qui exagéra les exploits de Robert Courteheuse en Orient, une légende qui naquit alors que le duc n'était pas encore mort. La légende enfla sous les Plantagenêt, Wace transformant son périple en Terre sainte en épopée.
Après la prise de Jérusalem (15 juillet 1099), Robert revient en Normandie. S'il n'a pas obtenu de territoire en Orient comme son compatriote Bohémond de Tarente, la croisade lui a apporté la gloire. De plus, il revient avec une épouse ramenée d'Italie du Sud, Sybille de Conversano, fille du comte normand Godefroi de Conversano et petite-nièce de Robert Guiscard. De cette union naît un fils, Guillaume Cliton, héritier du duché de Normandie.
Si le duc de Normandie récupère son duché sans opposition, il arrive quelques semaines trop tard pour faire valoir son droit sur le Royaume d’Angleterre. Guillaume le Roux est mort accidentellement un mois auparavant et son frère Henri Beauclerc en a profité pour s'emparer de la couronne d'Angleterre (5 août 1100).

### Lutte contreHenriIer
Se sentant frustré, Robert, poussé par l'ancien évêque de Durham, Rainulf Flambard, et plusieurs barons, envisage alors une expédition pour prendre la couronne d'Angleterre à son frère Henri. En 1101, il débarque à Portsmouth avec son armée. Le roi d'Angleterre et ses fidèles accourent à sa rencontre. La bataille est imminente mais la diplomatie permet d'éviter l'affrontement. Par le traité d'Alton, Robert accepte de renoncer à sa prétention sur le trône anglais contre une rente annuelle de 3 000 livres et la cession de toutes les possessions d'Henri en Normandie.
Cependant, les actes belliqueux de part et d'autre rendent rapidement caduc le traité d'Alton. Il faut de nouvelles entrevues en 1102 et en 1104 pour réconcilier les deux frères, mais la paix n'est que provisoire. La situation n'est pas sans rappeler les relations entre Robert Courteheuse et Guillaume le Roux quelques années plus tôt. En 1103, Robert traverse la Manche pour plaider la cause de son ami Guillaume II de Warenne auprès de son frère. Après sa tentative d'invasion de 1101, celui-ci a été dépossédé de ses vastes biens en Angleterre et banni du royaume. Henri profite de sa démarche risquée pour le forcer à renoncer à sa rente annuelle de 3000 livres contre le pardon accordé à Guillaume de Warenne.
En 1105, le roi d'Angleterre débarque en Normandie. Il sait qu'il peut compter sur l'appui de nombreux Grands qui le considèrent comme leur seigneur. Cette fois, les tentatives de conciliation échouent. Les deux frères veulent en découdre. La bataille a lieu le 28 septembre 1106 à Tinchebray, dans le Sud-Ouest du duché. Henri inflige une défaite décisive à l'armée de Robert, qu'il capture. Henri se proclame duc de Normandie et, conscient du danger, refuse de libérer son frère.

### Emprisonnement et mort
En 1106, Robert est emmené en Angleterre et enfermé brièvement à Wareham, dans le Dorset. Puis il est emmené à Devizes, dans le Wiltshire, jusqu'en 1126. Il est ensuite emprisonné au château de Cardiff, au pays de Galles. Son fils, Guillaume Cliton, alors enfant, échappe aux mains du roi d'Angleterre. Devenu majeur, il tente en vain de récupérer le duché de son père et trouve la mort en 1128. Dans sa prison, Robert lui survit puisqu'il meurt en février 1134, à plus de 80 ans, au terme d'une captivité aux conditions honorables.
Il est inhumé dans l'église abbatiale Saint-Pierre à Gloucester, où un mausolée est construit. Son frère paie une bougie qui devra brûler éternellement pour le salut de son âme.

## Portrait et réputation

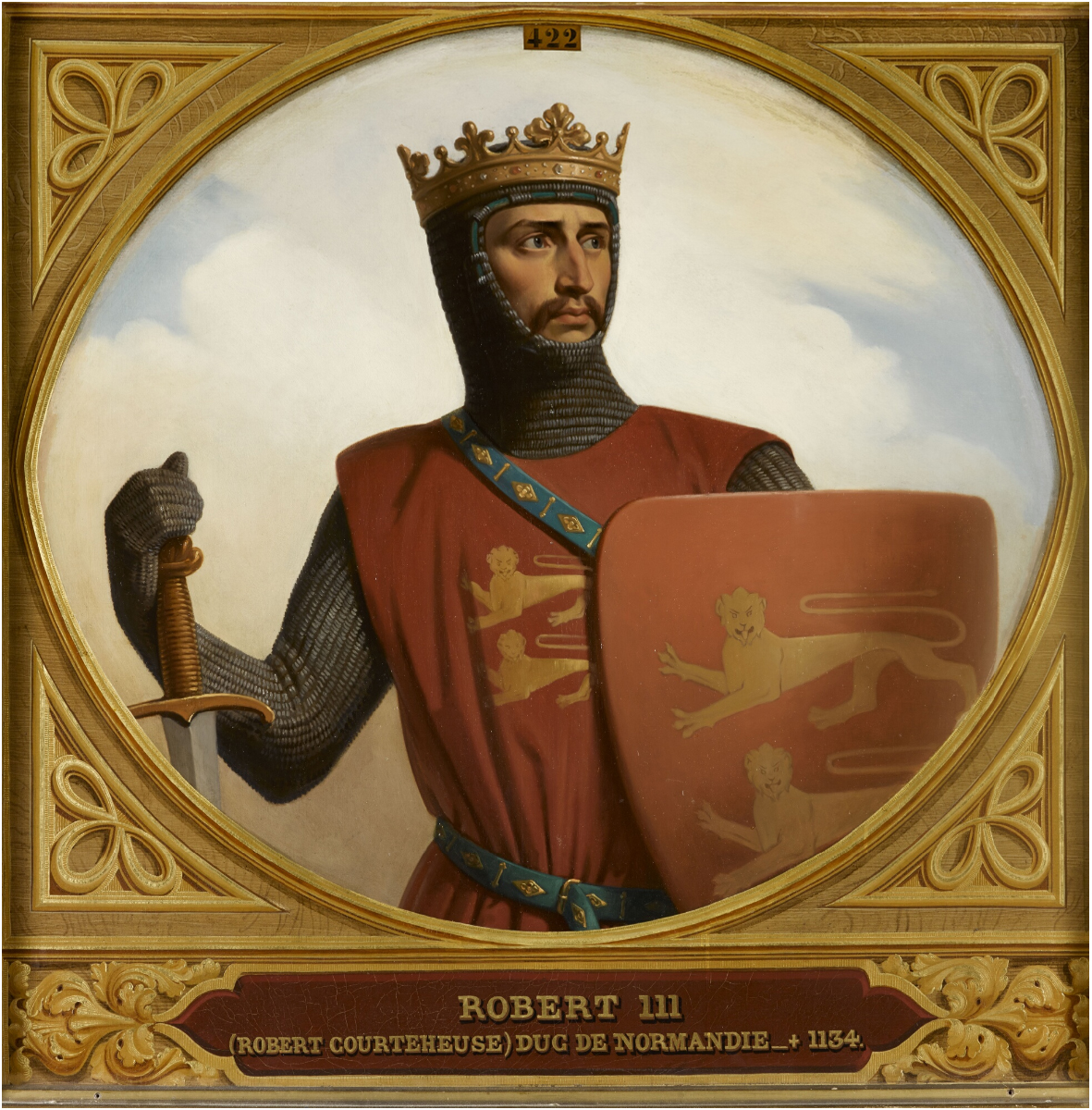
Vue d'artiste du XIXe siècle représentant de Normandie, par Henri de Caisne.

Robert est desservi par la majorité des sources médiévales. Le jugement d'Orderic Vital à propos de son règne est sévère : « enclin à l'engourdissement et à la paresse, il ne gouverna jamais, comme il convient, dans la vertu et la justice ». Si le moine lui reconnaît quelques qualités (« hardi, vaillant dans les armes, habile à tirer de l'arc, ayant la voix claire et nette, la langue éloquente »), il lui reproche sa prodigalité, son caractère influençable, et surtout sa faiblesse. Cette image négative a influencé les interprétations modernes sur son règne. Il est souvent décrit comme un dirigeant faible, mou, prodigue jusqu'à en devenir impécunieux. L'historien François Neveux complète : « Son idéal semblait être de vivre dans le luxe, l'oisiveté et le plaisir. Ce n'était pas un homme d'État ».
Certes, quelques contemporains ont préféré souligner ses prouesses chevaleresques et le peindre comme un héros de la première croisade, mais ces qualités et ces hauts-faits s'avèrent dérisoires pour une historiographie moderne qui juge les princes selon leur capacité à administrer un territoire et à réprimer leurs vassaux. En cela, il s'oppose clairement à ses frères Guillaume le Roux et Henri Beauclerc, tous deux jugés durs et intraitables, et donc bons, par les historiens. La dernière biographie sur le personnage, écrite par William M. Aird, offre une évaluation plus positive de l'œuvre de Robert.

## Famille et descendance
Fils de Guillaume le Conquérant, duc de Normandie et roi d'Angleterre, et de Mathilde de Flandre, il fut fiancé à Marguerite († 1063), sœur d'Herbert II, comte du Maine. Il épousa Sybille de Conversano († 1103) en 1100. Ils eurent deux fils :
- Guillaume Cliton († 1128), comte de Flandre de 1127 à 1128 ;
- un fils dont le prénom est inconnu, né en 1101.

Il a aussi plusieurs enfants illégitimes de maîtresses inconnues :
- une fille qui épousa Hélie de Saint-Saëns ;
- Richard (v. 1079 – v. 1099), qui fut tué à la chasse dans la New Forest, dans des conditions étrangement similaires à celles qui virent la mort de son oncle Guillaume le Roux quelques mois plus tard ;
- Guillaume (v. 1079 – 1111), qui fut tué à Jérusalem alors qu'il s'était exilé en Terre sainte à la suite de la défaite de son père.